# St. Johannes Nepomuk (Bayerisch Eisenstein)

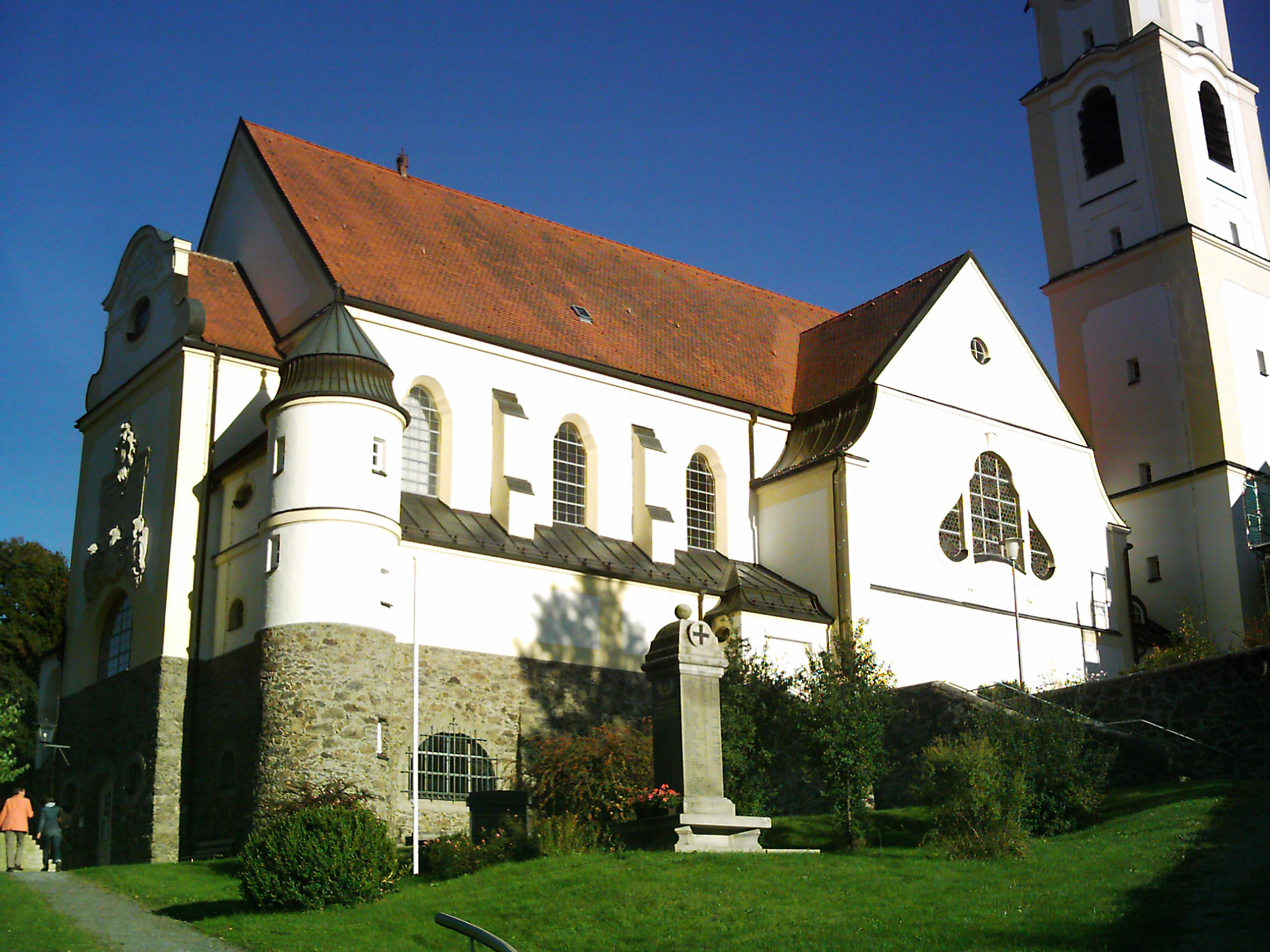
Pfarrkirche St. Johannes Nepomuk

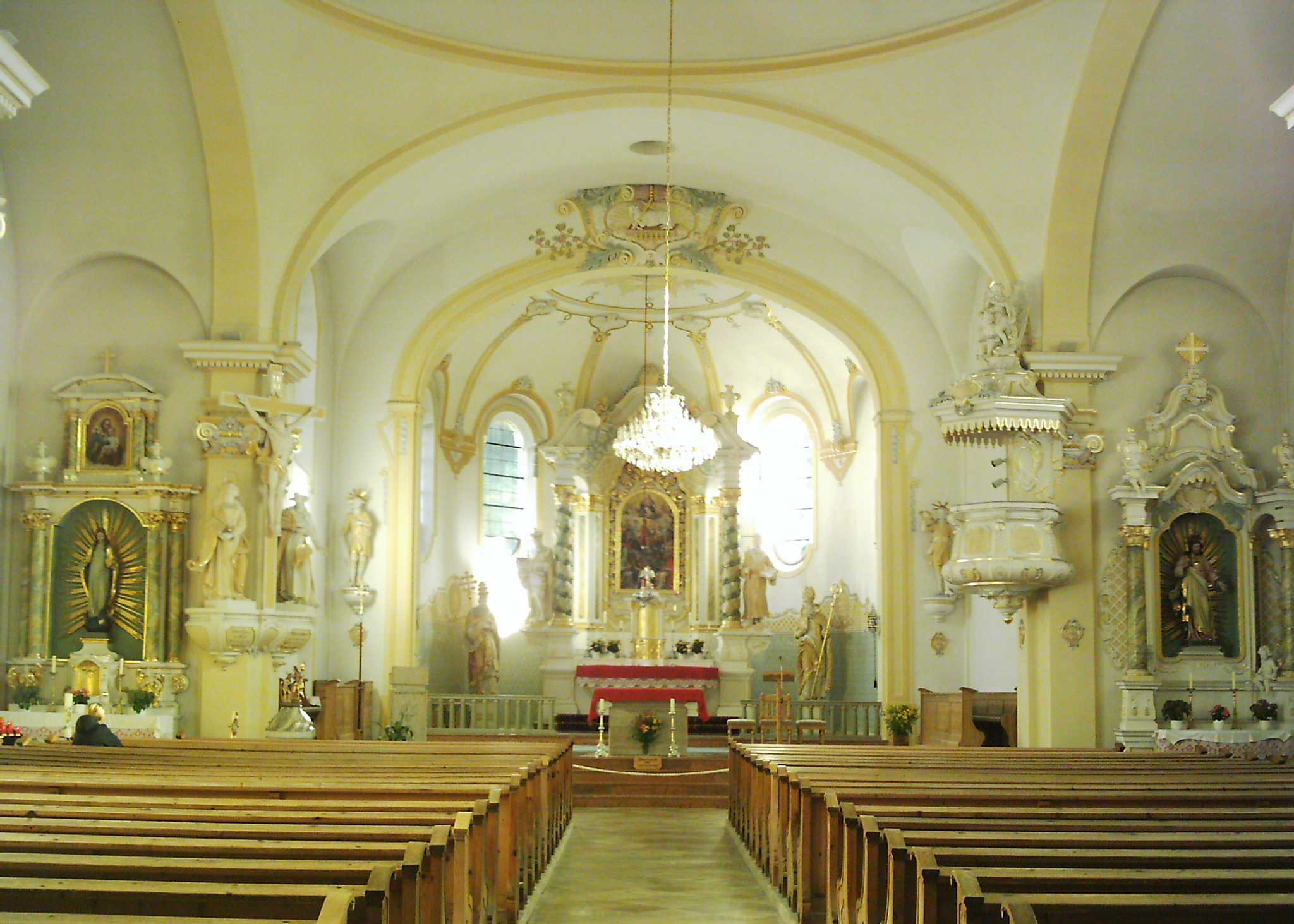
Blick durch den Innenraum

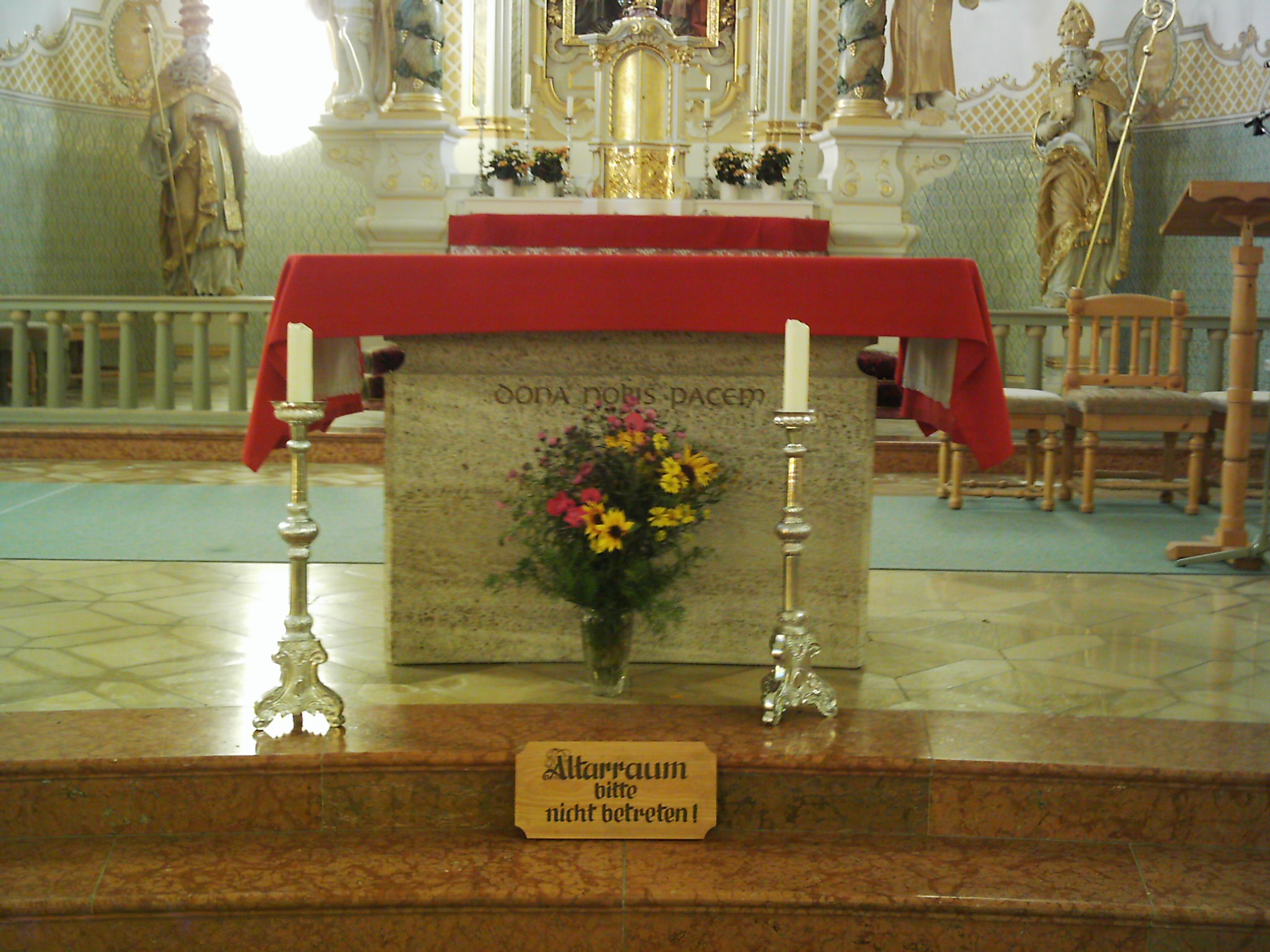
Der Altarraum

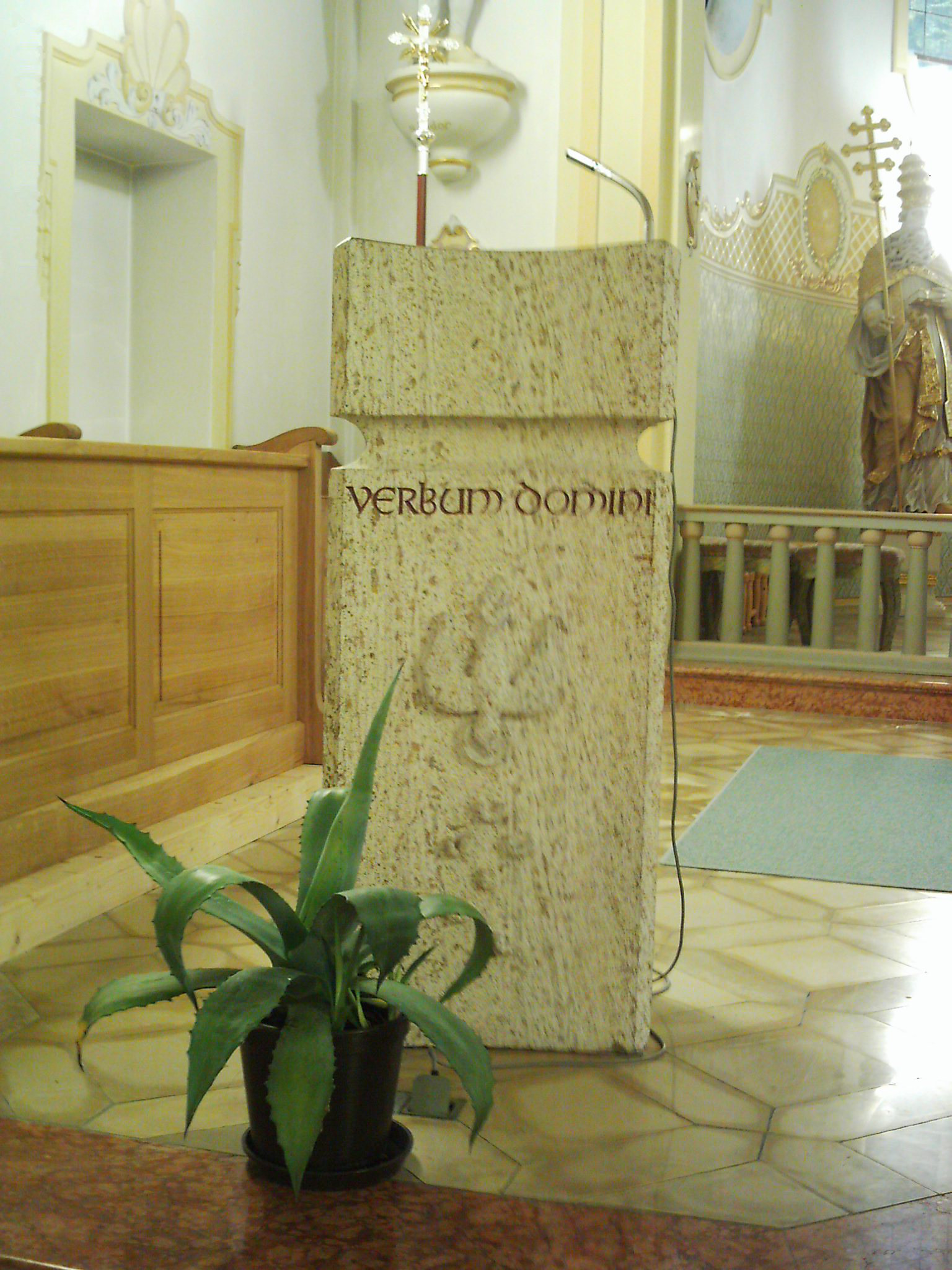
Der Ambo

Die katholische Pfarrkirche St. Johannes Nepomuk ist ein denkmalgeschütztes Kirchengebäude in Bayerisch Eisenstein, einer Gemeinde im niederbayerischen Landkreis Regen.

## Vorgängerkirchen
Ein Herrenhaus mit Schlosskapelle wurde nach 1771 am Bayerisch Häusl vom Hofmarksherrn Franz Ignaz von Hafenbrädl gebaut. Von dieser Kapelle ist noch die gemauerte Apsis erhalten. Allerdings fand das hauptsächliche kirchliche Leben auch weiterhin in Böhmisch Eisenstein statt. Die Kapelle wurde erweitert, aber schon bald wieder zu klein. Von 1842 bis 1844 wurde am Bayerisch Häusl eine neue Kirche gebaut, die zum Ende des 19. Jahrhunderts wegen der zunehmenden Besiedelung des Ortes zu klein wurde und auch ungünstig gelegen war.

### Heutige Kirche
Es dauerte einige Zeit, bis sich die Gemeinde auf einen geeigneten Bauplatz einigen konnte. Um die Finanzierung zu sichern wurden eine Kirchenlotterie und eine Landeskollekte veranstaltet, das Projekt wurde vom Haus Hohenzollern, das seit 1872 Besitzer der Hofmark war, unterstützt.
Das Gebäude wurde von 1908 bis 1909 im Stil des Neubarock errichtet. Baumeister war der Münchner Architekt Hans Schurr. Die Kirche ist dem Patrozinium des Hl. Johannes Nepomuk unterstellt und wurde am 19. Oktober 1919 vom Bischof von Regensburg geweiht. An der Nordwand ist die Inschrift Gedächtnis-Kirche für weiland Seine Königliche Hoheit den allerdurchlauchtigsten Fürsten Leopold von Hohenzollern, den größten Wohltäter der Armen. Der Bau ist 43 Meter lang, 19,5 Meter breit und 23 Meter hoch, der Turm ist 45 Meter hoch und wurde im Winter 1908 fertiggestellt.

## Farbfenster
Das Farbfenster mit der Darstellung des Johannes Nepomuk, wie er nach einem Sturz in die Moldau zum Himmel empor schwebt, wurde 1961 nach einem Entwurf des Architekten Rothemund aus Zwiesel von E. Schwankl aus Eisenstein gemalt. Das Fenster wurde von Thekla Putz gestiftet. Auf der gegenüberliegenden Seite ist ein Fenster mit der Darstellung der Schmerzensmutter zu sehen. Es wurde 1926 in der Glasmalerwerkstatt Zettler in München angefertigt. Das Fenster wurde zum Gedenken an den bei einem Autounfall getöteten Robert Segl aus Straubing gestiftet.

## Ausstattung
- Der Hochaltar ist eine Arbeit von Bruno Diamant aus München, er wird im oberen Bereich von den Figuren der Heiligen Wilhelm und Leopold flankiert. Die beiden Figuren im unteren Bereich stellen den Bischof Augustinus und den Papst Gregor den Großen dar. Beide Figuren wurden um 1750 im Stil des Rokoko gefertigt, der Künstler ist nicht bekannt.[5]
- Der linke Seitenaltar diente früher als Hauptaltar der Expositurkirche. Die einfache Barockarbeit entstand um 1680.
- Die Marienfigur auf dem linken Seitenaltar wurde von einem unbekannten Meister aus Böhmen angefertigt. Sie wurde von Therese Puchinger gestiftet.
- Die Kreuzigungsgruppe am linken Seitenaltar wurde um 1911 von dem Bildhauer Grau aus Regensburg geschaffen.
- Die Kanzel und der Altar im rechten Querschiff sind ebenfalls Arbeiten von Bruno Diamant.
- Das Altarblatt über dem Hochaltar wurde 1968 angebracht. Es wurde 1690 von Johann Rotter gemalt und zeigt die Vierzehn Nothelfer. Den neuen Ornamentrahmen schnitzte 1968 Jakob Helmer aus Regensburg. Das Bild hing ursprünglich in der ehemaligen Expositurkirche.
- An den Wänden hängt ein Kreuzweg, der Künstler ist nicht bekannt.
- An den Säulen und Wänden hängen geschnitzte Figuren von verschiedenen Künstlern:[5]

| Bezeichnung            | Erschaffungszeit | Name des Künstlers               |
| ---------------------- | ---------------- | -------------------------------- |
| Hl. Margareta          | um 1750          | nicht bekannt                    |
| Hl. Johannes Nepomuk   | um 1800          | nicht bekannt                    |
| Hl. Florian            | um 1800          | nicht bekannt                    |
| Hl. Barbara            | um 1750          | nicht bekannt                    |
| Hl. Notburga           | nicht bekannt    | nicht bekannt                    |
| Hl. Alois              | um 1800          | nicht bekannt                    |
| Hl. Antonius von Padua | 1962             | Franz Heuschneider aus Aidenbach |

- Das Taufbecken ist mit einer Darstellung der Taufe Jesu geschmückt, die Arbeit entstand um 1750.
- In der Mitte der Kirche hängt ein aufwendiger Kristallleuchter, er wurde 1972 von der Firma Rimpler aus Zwiesel geliefert und von den Geschwistern Scheidl gestiftet.
- Der Voraltar und der Ambo wurden 1996 von den Steinbildhauern Herbert und Otto Preuß angefertigt

## Sonstiges
- Die große Glocke wurde 1917 für Kriegszwecke eingezogen. Sie wurde 1947 auf dem Hamburger Glockenfriedhof wiedergefunden und zurückgebracht.
- Im Gedenken an den Fall des Eisernen Vorhanges bildete sich hier am 3. Februar 1990 eine Menschenkette mit etwa 50.0000 Teilnehmern bis zur Kirche in Železná Ruda.[6]

## Ansichten

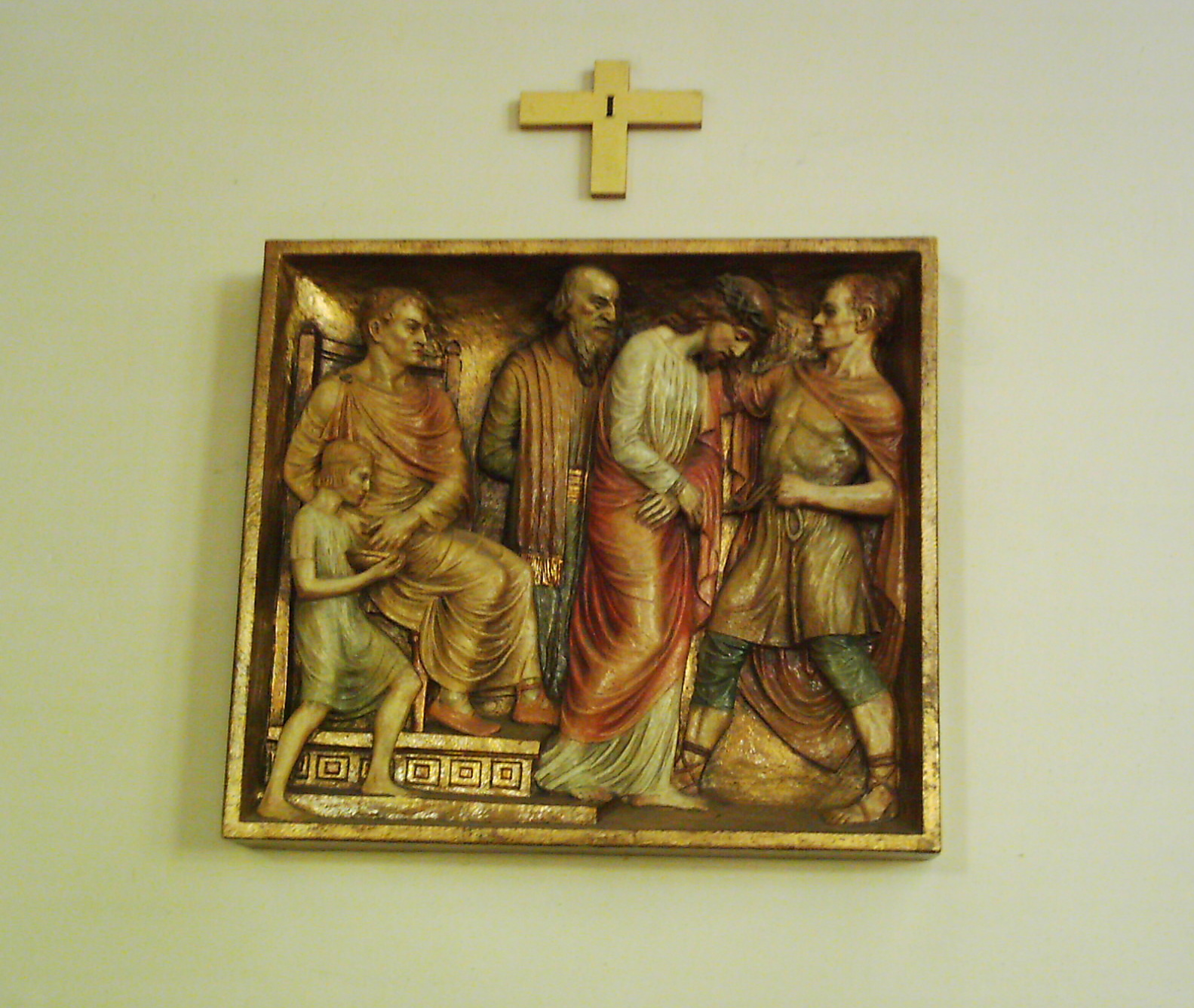
Kreuzwegstation
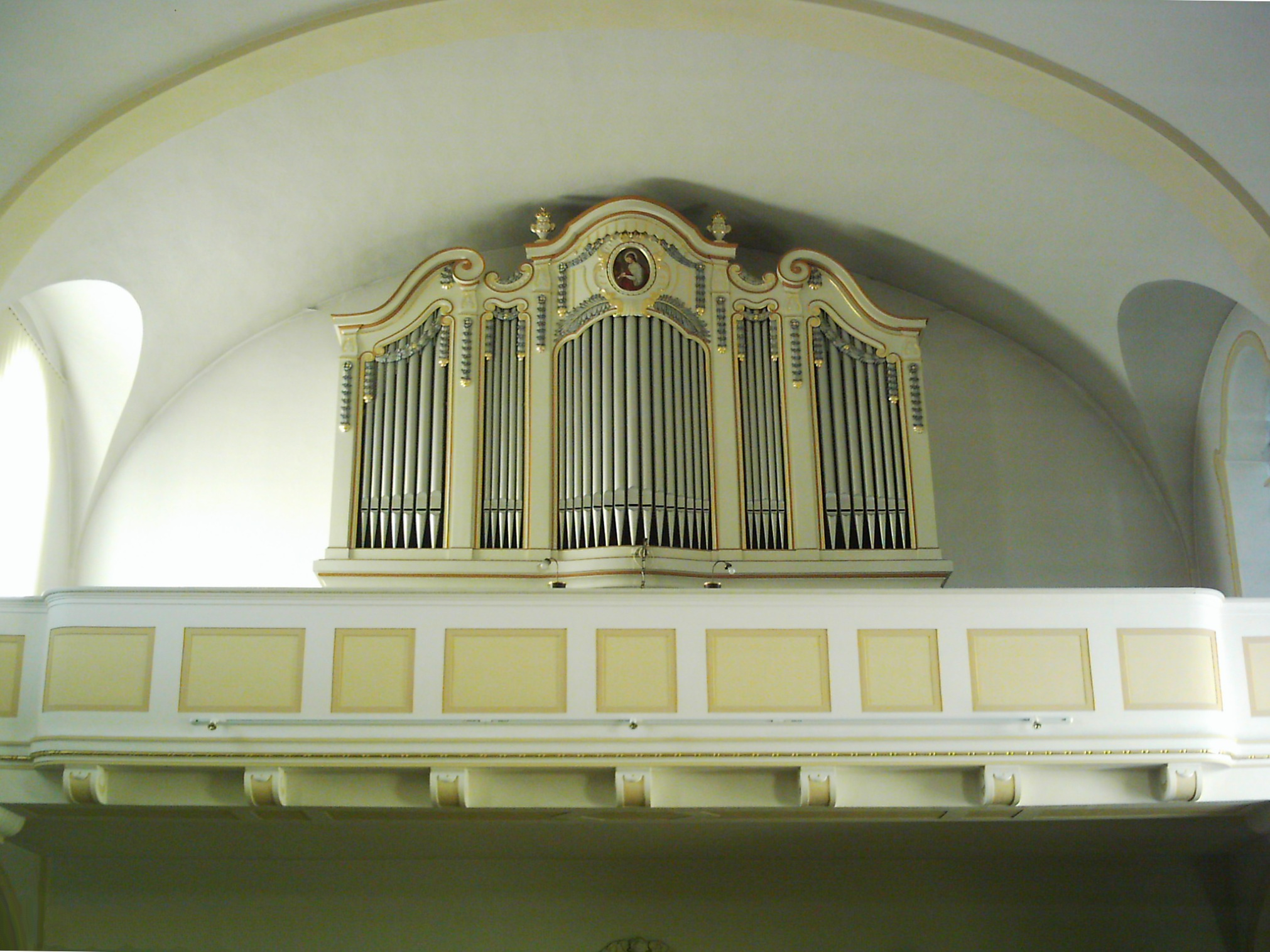
Blick zur Orgelempore
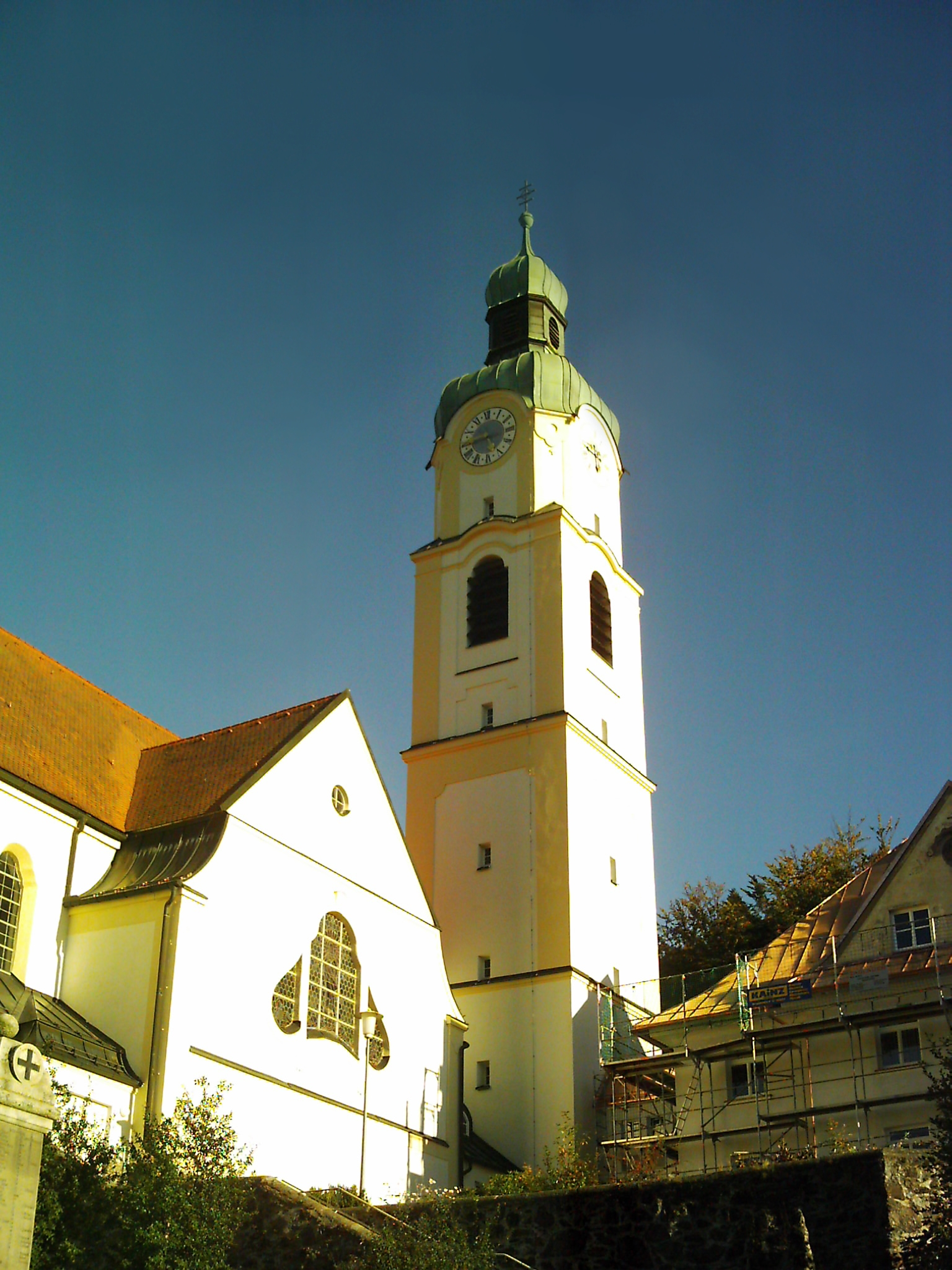
Turmansicht